# Seat 1400
La SEAT 1400 est une voiture de tourisme produite par le constructeur espagnol SEAT entre 1953 et 1964, sous licence Fiat. Ce fut le premier modèle de ce tout nouveau constructeur, fabriqué dans la nouvelle usine installée "Zona Franca" à Barcelone. C'était la copie conforme de la Fiat 1400 (Tipo 101) originale présentée en 1950.

## Les différentes versions
La Seat 1400, comme sa sœur aînée italienne, a connu plusieurs versions successives: 1400.A - 1400.B et même 1400.C qui elle, n'a jamais existé en Italie, les Fiat 1400/1900 ayant déjà été remplacées par la Fiat 1800. Elle a également été produite dans les versions familiale 5 portes, commerciale, limousine, ambulance, corbillard, ainsi qu'une version sport spider dessinée par le carrossier catalan Pedro Serra.

### Seat 1400
La version Seat 1400 a été produite en 2 114 exemplaires pendant la première année, de mai 1953 à mai 1954. Cette 1re série a simplement été assemblée en Espagne à partir de composants importés d'Italie. La carrosserie est assez dépouillée et ne comporte que très peu de chromes qui seront ajoutés sur la version suivante.
Son moteur Fiat est un quatre cylindres en ligne de 1 395 cm3 refroidi par eau, développant une puissance de 44 ch CUNA, ce qui autorisait une vitesse maximale de 120 km/h.

### Seat 1400.A
C'est au printemps 1954 qu'est lancée la SEAT 1400.A, un an après la Fiat 1400.A. La vitesse est portée à 125 km/h et la puissance du moteur à 50 ch CUNA. La carrosserie comporte plus de chromes, les feux arrière ont été remplacés et la lunette élargie. Entre 1954 et 1960, 30 990 exemplaires de la Seat 1400.A ont été produits.

### Seat 1400.B et 1400.B Especial
La SEAT 1400.B est lancée en décembre 1956, quelques mois après son homologue Fiat. Elle se met à la mode américaine avec une abondance de parties chromées. Elle a également inauguré la mode des pneus à flancs blancs et une lunette arrière panoramique. Elle est dotée d'un phare anti-brouillard au centre de la calandre.
La SEAT 1400.B Especial est la dernière variante de cette voiture avec la carrosserie d'origine. Elle a bénéficié d'une augmentation de puissance du moteur pour atteindre 58 ch, permettant une vitesse maximale de 135 km/h. La finition intérieure est nettement améliorée et reprend celle de la Fiat 1900. À partir de 1958 elle adopte un nouveau tableau de bord avec le compteur de vitesse sous forme de ruban horizontal, ce qui lui a valu le surnom populaire de « Mercure ». Entre 1956 et 1959, 17 053 exemplaires ont été produits. 

### SEAT 1400C
La SEAT 1400C a été lancée en 1960 et a été produite jusqu'en 1964.
La version SEAT 1400.C est un produit développé par Fiat uniquement pour SEAT et le marché espagnol. L'industrie du pays étant relativement en retard, Fiat ne pouvait pas remplacer la partie mécanique, les finances de SEAT ne permettant pas de réaliser un tel investissement. Il fut décidé de greffer la partie mécanique de la SEAT 1400 dans une carrosserie de Fiat 1800, modèle lancé en 1959 en Italie. C'est ainsi qu'est née la SEAT 1400.C. Les lignes très tendues avec des ailes effilées et pointues dues au projet du maître Pininfarina, étaient très en vogue à l'époque. La SEAT 1500, la véritable remplaçante de la série 1400 ne sera présentée qu'à la Foire de Barcelone en 1963. 
Au total, 47 284 exemplaires de la berline SEAT 1400.C ont été produits plus 1 602 exemplaires de la version familiale, soit un total de 48 716 exemplaires.
Les qualités légendaires de ce modèle feront que ce sera la voiture utilisée par tous les taxis espagnols et la SEAT 1400.C, comme la SEAT 1500 plus tard, a été la voiture de toutes les administrations espagnoles.